# Трояни, Мария Катерина
Мария Катерина Трояни, урожд. Костанца Трояни (итал. Maria Caterina Troiani; 19 января 1813 года, Джулиано-ди-Рома, Италия — 6 мая 1887 года, Каир, Египет) — итальянская католическая блаженная.

## Жизнеописание
Когда Катерине было шесть лет, скончалась её мать, а девочка была отдана на попечение в женский сестринский монастырь святой Клары, находящийся в Ферентино. Спустя десять лет девушка стала послушницей этого монастыря и ей поручили быть ответственной за образование молодых девушек. По словам Катерины, в 1835 году она услышала обращённые к ней слова Бога, который напутствовал её на помощь населению Северной Африки.
Когда епископ Гуаско, викарий Египетский, пригласил миссионеров в свою страну, сестра Мария Катерина с готовностью приняла его предложение.
14 сентября 1859 года женщина и ещё пять монахинь прибыли в Египет. Они открыли детскую межнациональную школу, в которую принимали детей всех национальностей и разных социальных положений. Матушка Катерина также сотрудничала с антирабовладельческим движением, посвятив себя бедным, страждущим и падшим людям. Вскоре её бедный дом в Каире стал центром подлинной благотворительности, образования и евангелизации. Люди считали её святой ещё при жизни.
За 28 лет своего служения Богу на египетской земле сестра Катерина открыла множество центров евангелизации (обращения в христианство). 6 мая 1887 года мать Мария Катерина скончалась.
В 1967 году мощи Марии Катерины были перевезены из Каира в Рим. Ныне останки покоятся в церкви, принадлежащей конгрегации, которая была основана блаженной Марией Катериной. Сегодня эта монашеская конгрегация известна как Сёстры францисканки-миссионерки Непорочного Сердца Марии.
В наши дни около 900 сестёр продолжают дело матушки Катерины в Северной Африке, Ближнем Востоке, Китае, Франции, Мальте, Италии, США и Бразилии.